# Trinkbrunnen mit Känguru

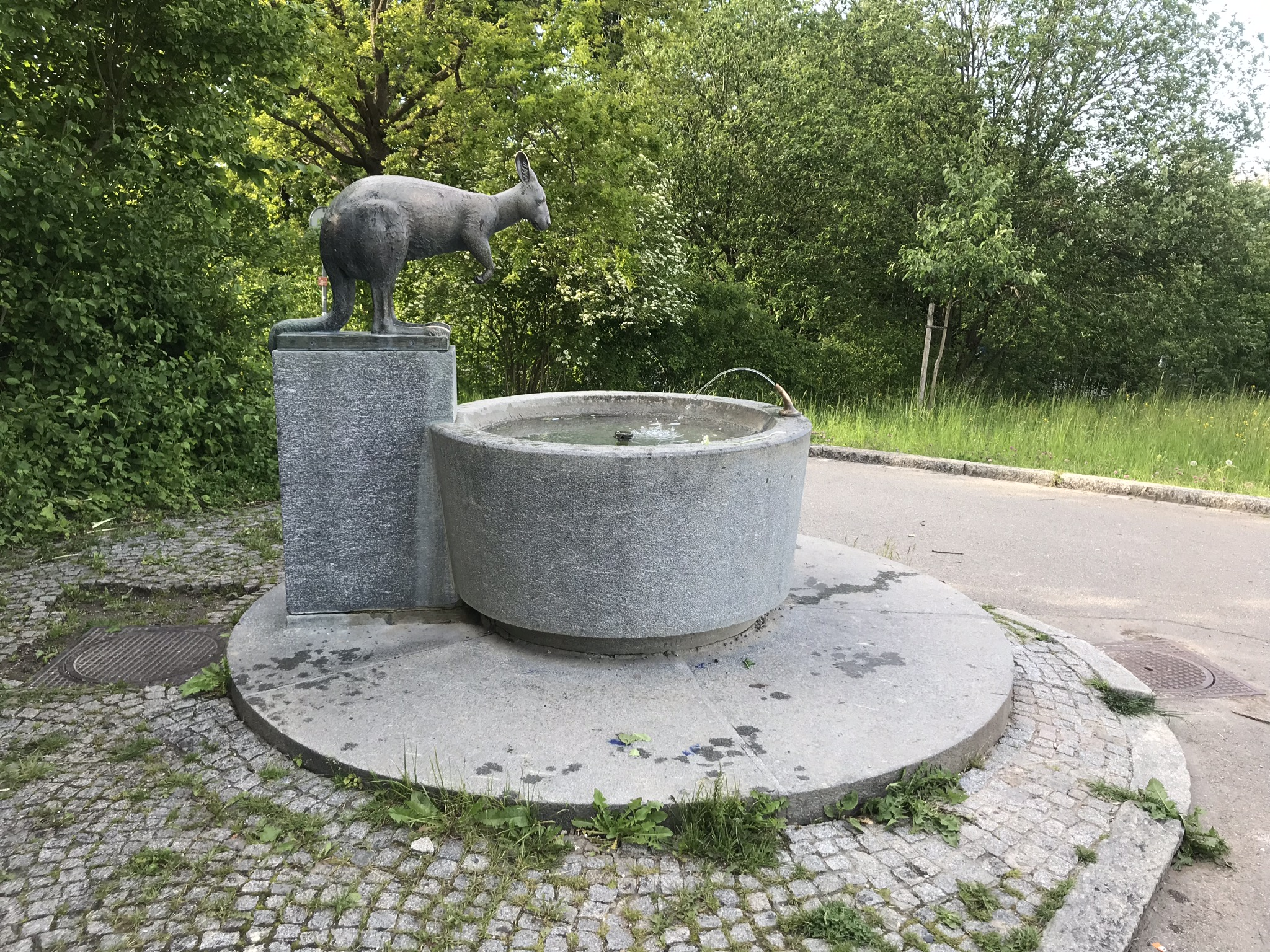
Der Trinkbrunnen mit Känguru

Der Trinkbrunnen mit Känguru auf dem Spielplatz Friesenberg am Döltschiweg in Zürich ist ein Werk von Hans Markwalder. Im Brunnenguide der Stadt Zürich ist er unter der Nummer 196 verzeichnet.

## Geschichte und Beschreibung
Sowohl die Projektierung als auch die Ausführung der Brunnenanlage, die 1930 errichtet wurde, lagen in den Händen Markwalders, wobei allerdings ein Vertreter des Quartierplanbüros an der endgültigen Gestaltung beteiligt war. Der runde Brunnentrog und das daran anschliessende Postament bestehen aus Segheria-Granit. Die bronzene Brunnenfigur stellt naturgetreu ein sitzendes Känguru dar. Das Tier dient nicht als Wasserspeier; das Wasser kommt vielmehr aus einem Sprudel auf der gegenüberliegenden Seite des Trogs. 
Der Brunnen ist zwar ans Verteilnetz angeschlossen, besitzt aber auch eine Zuleitung aus der Döltschi-Quellwasserleitung, die zeitweise genutzt wird.
Markwalder hat nicht nur den Kängurubrunnen mit einer Tierfigur geschmückt, sondern beispielsweise auch den Trinkbrunnen am Albisriederplatz. Dort dient ein Hund als Wasserspeier. 
Weshalb sich Markwalder für das Motiv des Kängurus entschieden hat, scheint nicht überliefert zu sein. Christopher Hernandez von der Wasserversorgung Zürich erklärte im Jahr 2019: «Auffällig ist [...], dass viele Brunnen aus den 30er-Jahren mit Tiermotiven bestückt wurden, so z. B. der Murmelibrunnen an der Schweighofstrasse oder der Pinguinbrunnen an der Fellenbergstrasse (die beide nicht von Markwalder stammen). Die Motivation dafür könnte eine gewisse Müdigkeit gegenüber der hehren antiken Götter- und Allegoriendarstellung gewesen sein. Auch möglich ist, dass gewisse Aufträge der Stadt als Stützung des Gewerbes während der grossen Wirtschaftskrise dienten und so eher kleinere Brunnenanlagen an unterschiedliche Unternehmen vergeben wurden.»